# NGC 839
NGC 839 este o galaxie lenticulară situată în constelația Balena. A fost descoperită în 28 noiembrie 1785 de către William Herschel. Se află la o distanță de 55,9 de megaparseci de Pământ.